# Emily Dickinson
Emily Elizabeth Dickinson (10 december 1830 – 15 mei 1886) was een Amerikaanse dichteres wier werk tezamen met dat van Walt Whitman een nieuw tijdperk in de Amerikaanse poëzie inluidde: het modernisme. Hoewel ze een teruggetrokken leven leidde en gedurende haar actieve jaren weinig bekendheid verwierf, erkende men haar na haar dood als een van de belangrijkste en invloedrijkste figuren uit de Amerikaanse dichtkunst.
Dickinson was een productief schrijfster, maar publiceerde tijdens haar leven slechts enkele van haar bijna 1800 gedichten. Haar uitgegeven dichtwerk werd destijds ingrijpend bewerkt door anderen om aan conventionele poëtische regels te voldoen. Dickinsons gedichten waren hun tijd vooruit. Ze bevatten korte regels, waren meestal ongetiteld en kenmerkten zich door een gecondenseerde stijl, onregelmatig halfrijm, experimenteel hoofdlettergebruik en een vrije interpunctie. Veel van haar gedichten behandelen romantische thema's als dood, liefde en onsterfelijkheid, maar verkennen ook aspecten van esthetica, natuur en spiritualiteit.
Hoewel bekenden van Dickinson waarschijnlijk op de hoogte waren van haar schrijven, werd haar werk pas na haar dood openbaar gemaakt nadat haar jongere zus Lavinia haar verborgen gedichtenverzameling ontdekte. Haar eerste dichtbundel werd in 1890 gepubliceerd door haar vrienden Thomas Wentworth Higginson en Mabel Loomis Todd, hoewel beiden de inhoud ervan zwaar bewerkten. Een complete, en grotendeels ongewijzigde verzameling van haar dichtwerk, getiteld The Poems of Emily Dickinson, kwam beschikbaar in 1955.

## Leven en werk
Dickinson werd geboren in een welgestelde familie in het Amerikaanse Amherst, Massachusetts. Dickinson bleef ongehuwd en zou het grootste gedeelte van haar leven binnen de muren van het familiehuis doorbrengen. Jarenlang is aangenomen dat deze keuze voortvloeide uit agorafobie, maar uit recent onderzoek van haar correspondentie blijkt dat dit kluizenaarschap à la Thoreau uit vrije wil was gekozen, zodat ze dichter bij haar eigen kern kon komen. Dit spreekt uit haar gedichten, die kleine, in onderwerpskeuze haast haiku-achtige observaties van het dagelijks leven zijn, alsmede korte observaties van haar eigen bewustzijn, geschreven in een stream of consciousness-achtige wijze.
Zoals bijvoorbeeld uit [1855]:

There is a solitude of space
A solitude of sea
A solitude of death, but these
Society shall be
Compared with that profounder site
That polar privacy
A soul admitted to itself –
Finite infinity.

Hoewel Dickinson zich afkeerde van de wereld bleef ze op de hoogte van de literaire ontwikkelingen; ze las John Ruskin, John Keats en Thomas Browne. Haar poëzie vertoont overeenkomsten met het werk van de Amerikaanse dichter Walt Whitman (1819-1892). Dickinson schuwt net als hij het experiment niet en maakt gebruik van het vrij vers en een ongebruikelijke typografie. In haar gedichten over haar eigen belevingswereld streeft zij net als Whitman een lyrische weergave na van het eigen bewustzijn. Ondanks de uitzonderlijke originaliteit van haar werk werden er tijdens haar leven slechts een zeven- tot twaalftal van de bijna achttienhonderd gedichten gepubliceerd en dan nog anoniem. Algemene erkenning van haar werk vond pas plaats in de twintigste eeuw. Tot de uitgave van Thomas Johnson in 1955 werden de gedichten meestal bewerkt in een vorm die de uitgever geschikter voor zijn lezers vond, vaak ook onderverdeeld in categorieën als liefde, vriendschap en natuur. De uitgave van Johnson brak hiermee, door als eerste een vorm te kiezen die dicht bij de originele teksten stond.
In Nederland geldt Simon Vestdijk als haar "ontdekker": zijn essaydebuut in Forum, begin 1933, betreft een verdediging en behandeling van Dickinsons poëzie. Haar Verzamelde gedichten verschenen in vertaling in het Nederlands in 2011, bij Uitgeverij Van Oorschot te Amsterdam, van de hand van Peter Verstegen.

## Adaptaties en eerbetoon

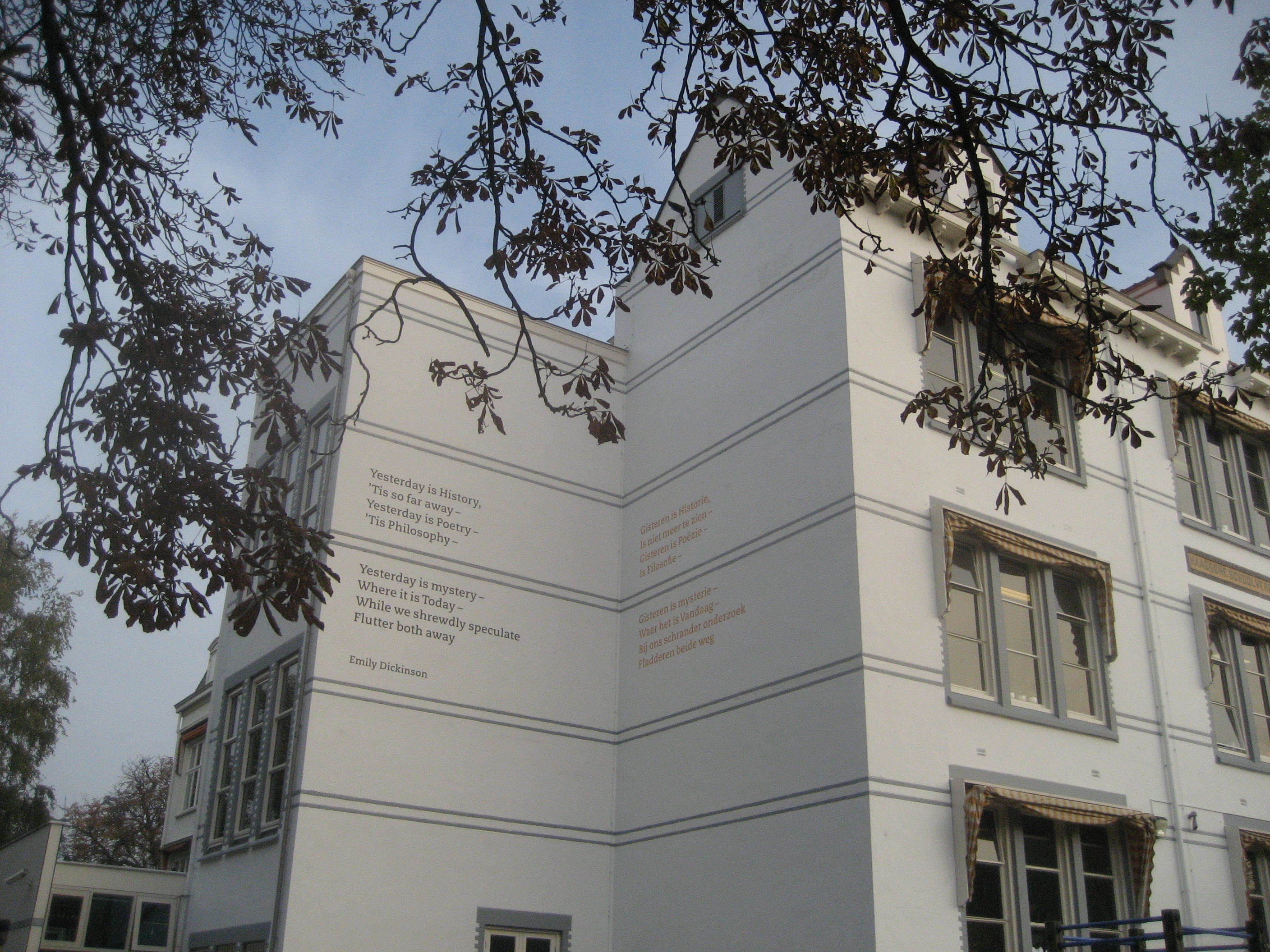
"Yesterday is History" van Dickinson op een muur in Den Haag (2016)

In het theaterseizoen 1983-1984 bracht de Haagse Comedie het stuk Emily op de planken naar het werk van William Luce; de rol van Emily werd gespeeld door Anne-Marie Heyligers.
In 2012 bracht de Israëlische zangeres Efrat Ben Zur Robin uit. Op dit album bezingt zij 9 gedichten van Dickinson.
In 2019 lanceerde Apple via haar streamingdienst AppleTV+ de tv-serie Dickinson. Deze serie blijkt een hit te zijn
In 1991 werd een inslagkrater op de planeet Venus naar haar vernoemd.

## Vertalingen in het Nederlands
- Emily Dickinson Gedichten. Vertaald door Simon Vestdijk, in: De Vrije Bladen, jrg.16, schrift XI. Den Haag, 1939.
- Het hart vraagt eerst geluk .... Vertaald door Elly de Waard. [Utrecht], 1979.
- Westers. Vertaald door Elly de Waard. Vianen, 1980.
- Wat blijft komt nooit terug. Vertaald door Jan Eijkelboom. Groningen/Deurne, 1979.
- ... om voor jou te breken. Een keuze uit haar gedichten. Vertaald door Ellen de Zwart. Amsterdam [etc.], 1981.
- Veel waan is schoonste logica. Vertaald door Peter Verstegen en Marko Fondse. Amsterdam, 1983.
- 34 Dickinson vertalingen, door Simon Vestdijk, in: Van Deel et al., Nagelaten gedichten. Amsterdam, 1986.
- Gedichten. Vertaald door Louise van Santen. Baarn, 1986.
- 'Meester' brieven. Vertaald door Louise van Santen. Baarn, 1987.
- Aan de Jabbok; religie en rebellie in de poëzie van Emily Dickinson. Vertalingen, Gerard Rothuizen et al. Kampen, 1989.
- Ik vind vervoering in het leven. Vijftig brieven aan haar mentor. Vertaald door Peter Verstegen. Utrecht, 1990.
- Brieven. Vertaald door Louise van Santen. Baarn, 1991.
- Emily Dickinson. Vertaald door Thérèse Cornips. Terhorst, 1993.
- Liefdesgedichten en 'nieuwe' gedichten. Vertaald door Louise van Santen. Baarn, 1995.
- Bespiegeling. [Den Haag/Zoeterwoude], 1995.
- Geheimen. Gedichten en citaten. Vertaald door Louise van Santen. Baarn, 1995.
- De ziel moet altijd op een kier. Gedichten. Vertaald door Jan Eijkelboom. Dordrecht [etc.], 1996.
- Ik zou nooit weggaan van mijn vriend. Dertig liefdesgedichten. Vertaald door Willem Wilmink. Amsterdam, 1997.
- De mooiste van Emily Dickinson. Vertaald door Ivo van Strijtem. [Tielt/Amsterdam], 2002.
- Een stuk of wat gedichten. Een bloemlezing uit het fonds van Wagner & Van Santen. Sliedrecht, 2004.
- Goedemorgen - Middernacht. Een keuze uit Complete Poems. Vertaald door Lucienne Stassaert. Leuven, 2005.
- Gedichten van Emily Dickinson. Vertaald door Simon Vestdijk. [Doorn], 2006.
- Welk een waagstuk is een brief. Vertaald door Bert Keizer. Amsterdam, 2006.
- Zes gedichten. Vertaald door Els Proost. [Santpoort], 2009.
- Gedichten. Vertaald door Louise van Santen. [Amsterdam], 2009.
- Verzamelde gedichten. Vertaald door Peter Verstegen. Amsterdam, 2011.
- Dwars Vers. Lyrisch tweeluik. Emily Dickinson & Edna St. Vincent Millay. Gedichten & sonnetten. Vertaald en bijeengebracht door Ans Bouter. Uithoorn, 2016. ISBN 978-90-825974-0-0